# 冰上行軍
冰上行軍（俄语：Ледяной походъ），也称为第一次库班战役（俄语：Первый кубанскій походъ），是發生於1918年2月至5月的一次军事撤退。在从由北方推进的红军攻击下，志愿军的部队，有时也被称为白卫队，开始从罗斯托夫向南方的库班撤退，希望得到顿河哥萨克人的支持，以反抗莫斯科的布尔什维克政府。